# Јован Динкић
Јован Динкић (Неготин, 1921 — Прокупље, 1943), учитељ, члан СКОЈ−а, револуционар и учесник Народноослободилачке борбе.

## Биографија
Јован Тодора Динкић рођен је у Неготину 1921. године. Основну школу, ниже разреде гимназије и Учитељску школу завршио је у родном Неготину.
Рано се приклонио напредним идејама организованог омладинског и радничког покрета, захваљујући свом другу и комшији Драгољубу Милинчићу, па је 1941. постао члан Савеза комунистичке омладине Југославије.
Док је у околини Неготину деловао Крајински партизански одред Јован је као позадински радник прикупљао санитетски материјал, али и муницију и оружје за потребе одреда.
После слома Крајинског партизанског одреда на Стеванским ливадама 1941. Јован је, осетивши опасност од хапшења, затражио запослење и добио га у школи у селу Мршељ код Прокупља. И у околини Прокупља је током ратне 1942. и 1943. наставио илегалан рад учествујући у акцијама.
У једној од њих је и рањен, па су га другови склонили код симпатизера. Тамо су га убрзо пронашли четници и заклали 1943.
Неготинским првоборцима, међу којима је и Јован Динкић подигнута је на улазу у неготинско гробље Спомен костурница. Његово име се налази и на спомен плочи на улазу у некадашњу Учитељску школу у Неготину заједно са именима још 22 ученика и професора погинулих од 1941. до 1945.
Његовим именом названа је и једна од улица у Неготину.